# Circonscription de Quarit
La circonscription de Quarit est une des 135 circonscriptions législatives de l'État fédéré Amhara, elle se situe dans la Zone Ouest Godjam. Son représentant actuel est Getachew Melese Belay.